# Томас де Кейзер
Томас де Кейзер (нід. Thomas de Keyser; 1596, Амстердам —1667, Амстердам) — нідерландський (голландський) художник XVII ст. Працював у Амстердамі. Повним однофамільцем амстердамського художника був Томас де Кейзер (1597—1651), що мешкав і працював у місті Утрехт.

## Життєпис
Народився у місті Амстердам. Походив з родини голландського архітектора і скульптора Хендріка де Кейзера. Фах батька вплинув на сина і той теж займатиметься будівництвом. Так, він брав участь у спорудженні нової ратуші в Амстердамі, одної з суспільно значимих споруд у місті, до створення і декорування котрого були залучені відомі архітектори, скульптори і художники.
Тим не менше, він надав перевагу ремеслу художника й уславився як непоганий портретист.

## Паралелі в художніх пошуках
Незважаючи на художній авторитет митця, збережено мало відомостей про його ранні роки, про навчання і його вчителів. Хто б не були його вчителі, він свідомо орієнтувався на твори амстердамських художників і вивчав їх. Серед тих, на кого орієнтувався Томас де Кейзер — Ніколас Еліас Пікеной (1588—1656), Вернер ван ден Валькерт (1585—1635), Арт Пітерс (1550—1612). За висновками Нідерландського інституту історії мистецтв, Томас де Кейзер був учнем Корнеліса ван Дер Вурта (1576—1624).

## Томас де Кейзер і Рембрандт

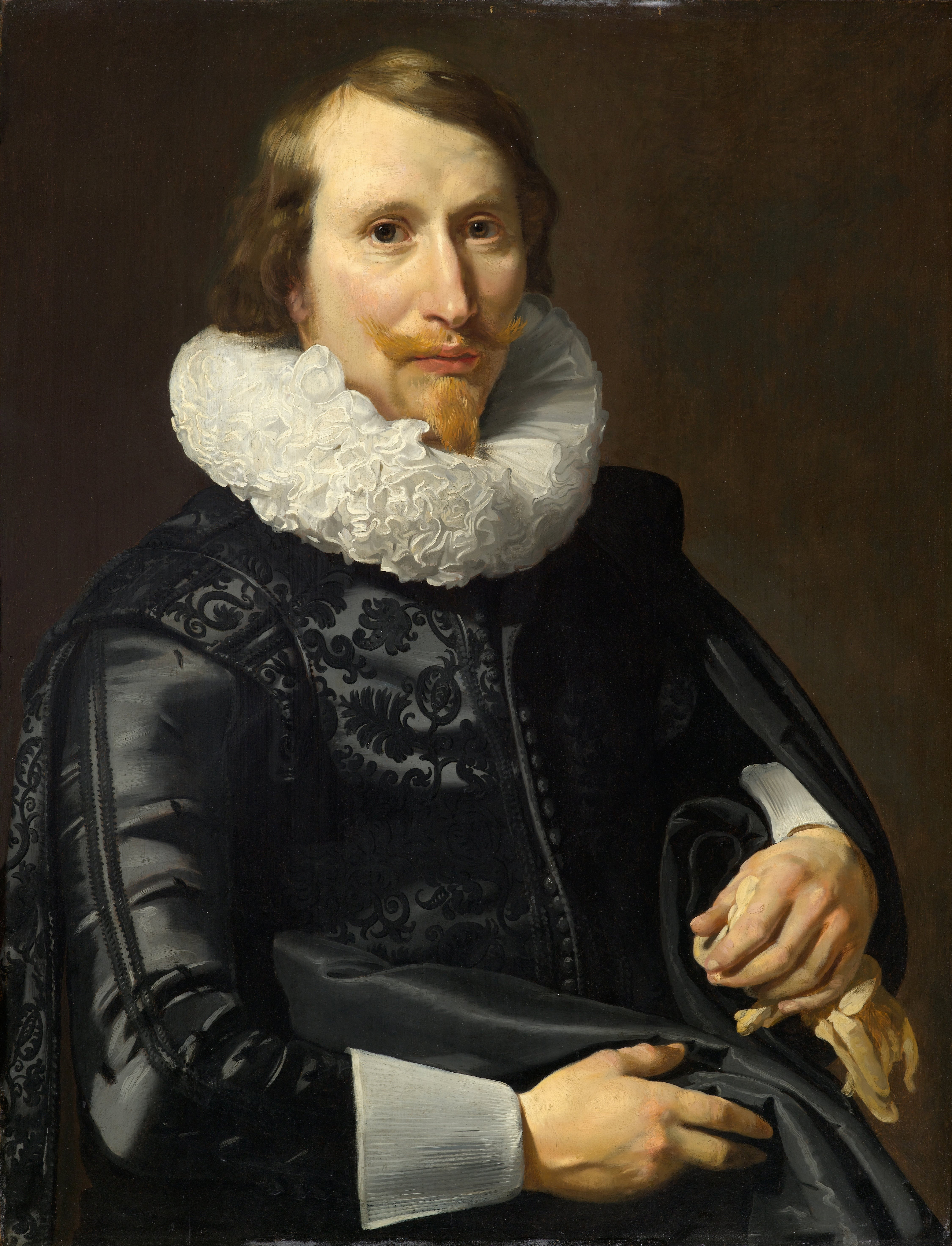
Томас де Кейзер. «Портрет невідомого».
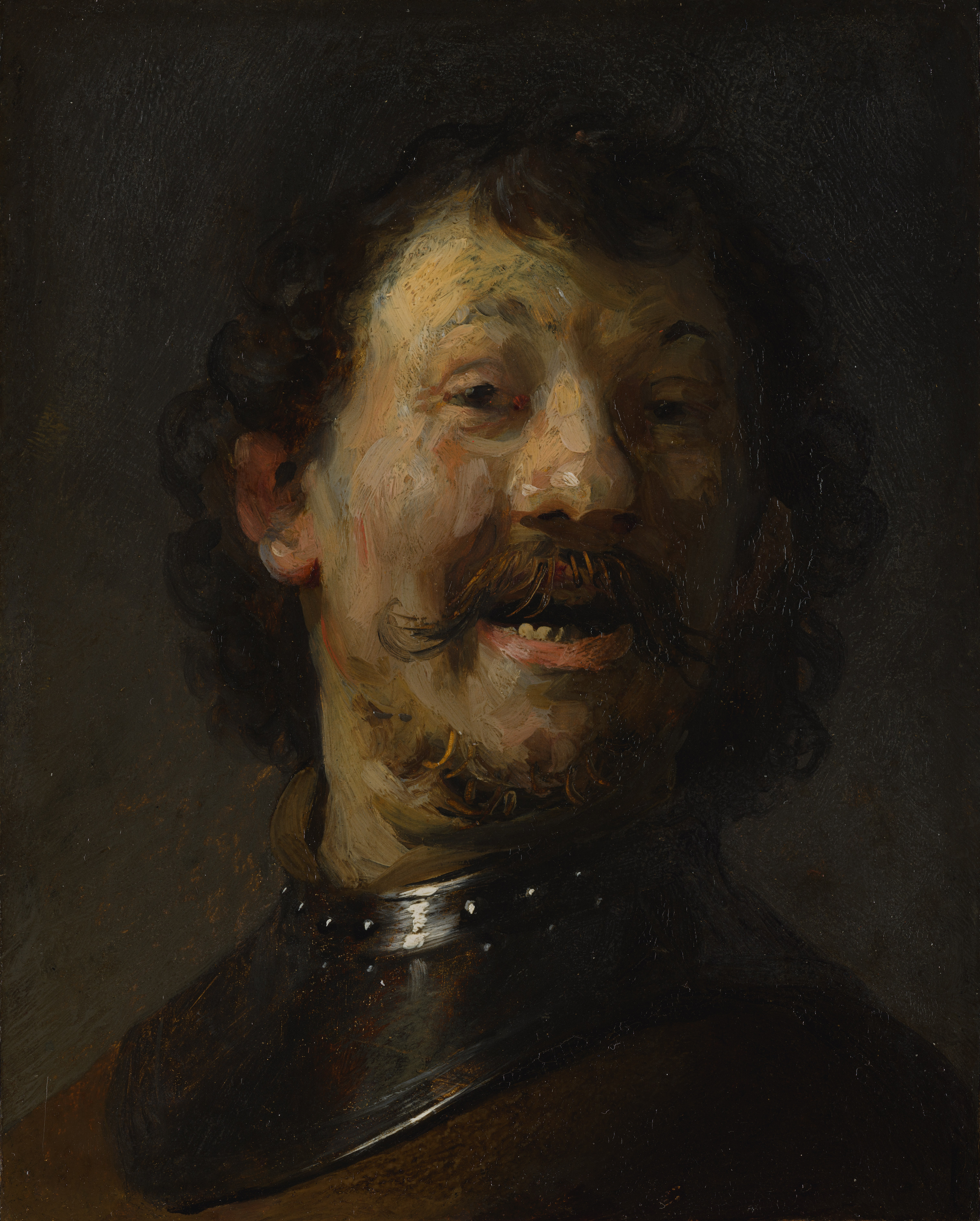
Рембрандт. «Посмішка старого», 1630 р., Мауріцгейс, Гаага.

У ранній період творчості його композиції і портрети мали помітний паралелізм із творами молодого Рембрандта. А дослідники, що не мали точних фактів про всі портрети обох майстрів, низку творів Томаса де Кейзера вважали творами молодого Рембрандта. Його навіть можна вважати конкурентом Рембрандта-портретиста до 1630-х років, коли Рембрандт таки переміг. Згодом їх шляхи у мистецтві розійшлися. Кейзер залишиться точним і непоганим портретистом з орієнтацією на аристократичні смаки багатіїв, позаяк і культура голландців на середину і кінець XVII століття стала помітно аристократизуватися, втрачаючи демократичні риси.
Рембрандт, навпаки, втратив авторитет у багатіїв, збіднів сам, але відкрив для голландського мистецтва нові шляхи. Так, він поглиблював психологізм у власних портретах і навіть наважився на зміни художньої техніки, відмовившись від заглаженості і поверхневого лоску. На кінчиках його пензлів наче оселилось світло і він наче ліпив ними зображення на полотні, викликаючи з темряви нові зображення (техніка і манера абсолютно невідома для Томаса де Кейзера). Рембрандт ніколи не відвідував Італії, але вивчав твори італійських майстрів наполегливо і самотужки. Його пошуки у художній техніці стануть паралелями художніх пошуків і знахідок, відомих за творами останніх років Тиціана чи Якопо Тінторетто, велетнів венеційської школи.

## Вибрані твори (перелік)

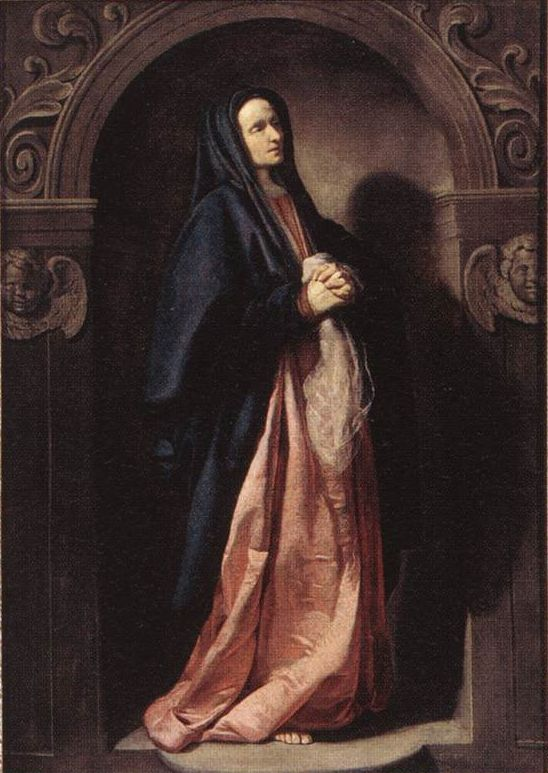
Томас де Кейзер. «Діва Марія». 1630 р.

- «Портрет хлопчика з аристократичної родини», приватна збірка
- «Діва Марія»
- «Портрет невідомої пані в кріслі», 1632 р., Державний музей, Берлін
- «Портрет невідомого пана в кабінеті», 1632 р., Лувр, Париж
- «Портрет невідомого ювеліра»
- «Фредерік ван Велтхейзен з сином»
- «Чотири керівники амстердамської гільдії ювелірів», 1627 р., Художній музей Толідо, США
- «Молодичка в кріслі», приватна збірка
- «Портрет невідомого літнього пана з рукавичками», 1632 р., Ермітаж, Санкт-Петербург
- «Портрет невідомої пані з двома дітьми», 1635 р., Центральний музей Утрехта
- «Команда стрільців капітана Алларта Клока та лейтенанта Лукаса Якобса»
- «Портрет невідомого з собакою», до 1650 р., Державний музей (Амстердам)
- «Зустріч Одісея і Навзікаї, що надала тому допомогу», 1657 р., Королівський палац, Амстердам
- «Константин Гюйгенс з власним секретарем», Національна галерея (Лондон)
- «Кінний портрет Пітера Схюта»

## Вибрані твори (галерея)

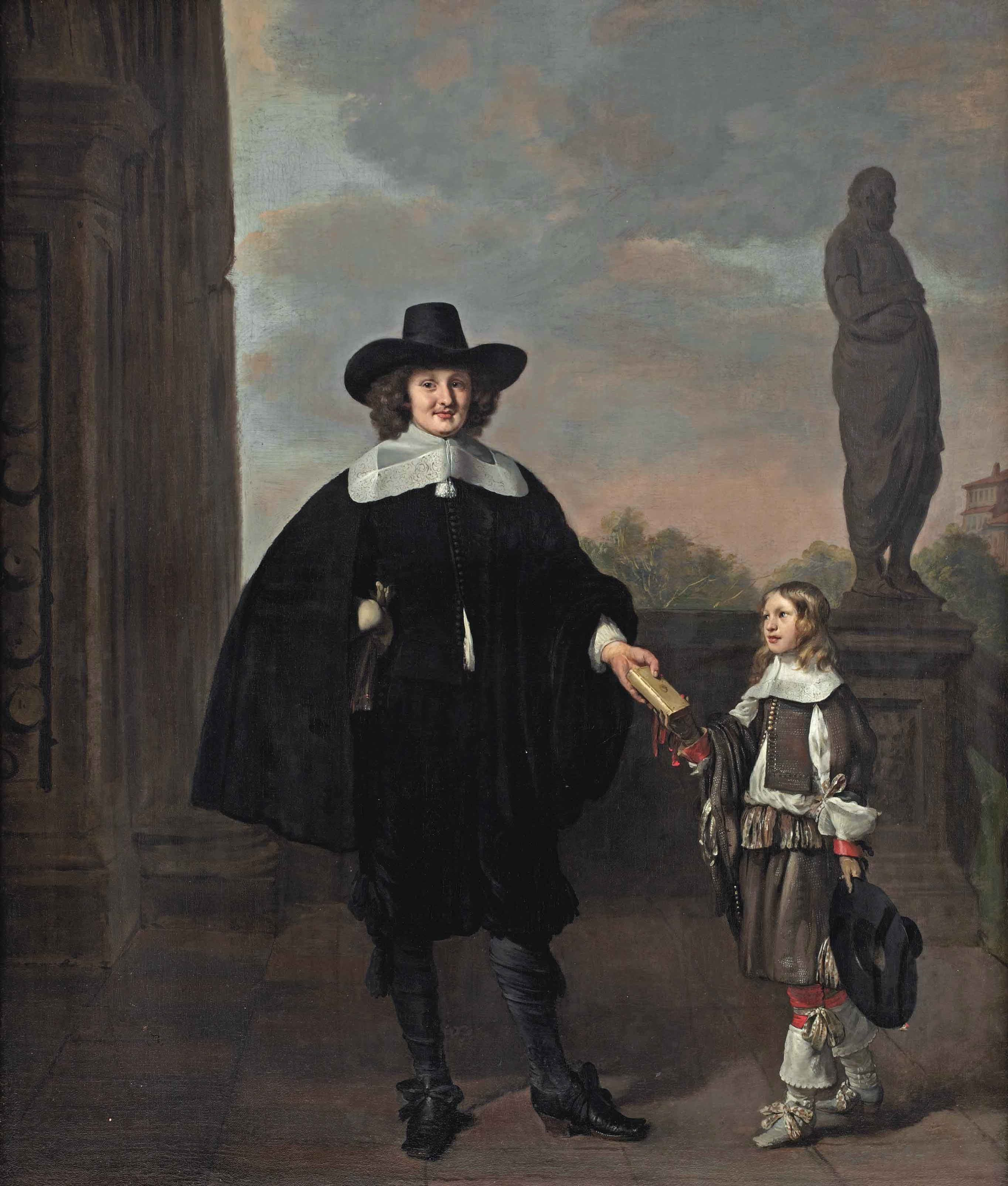
Томас де Кейзер. «Фредерік ван Велтхейзен з сином» (1651-1716).
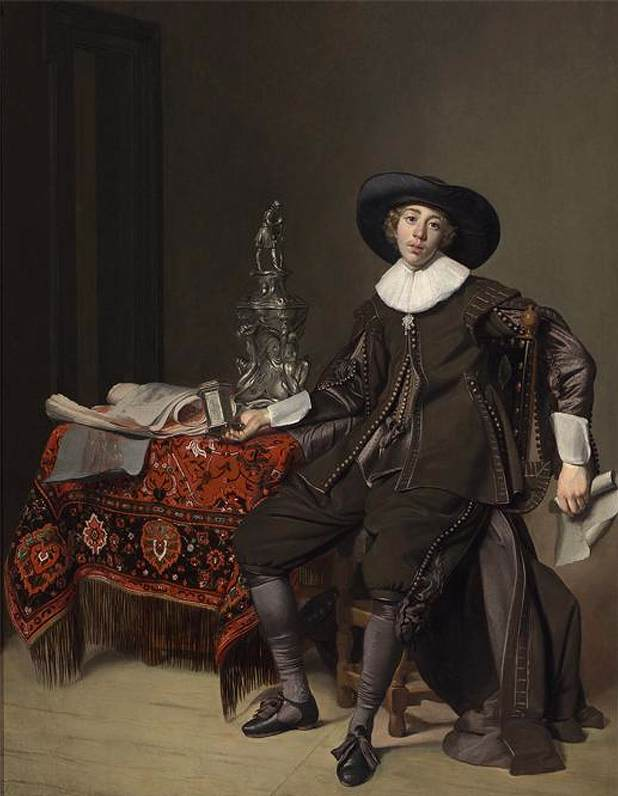
Томас де Кейзер. «Портрет невідомого ювеліра»
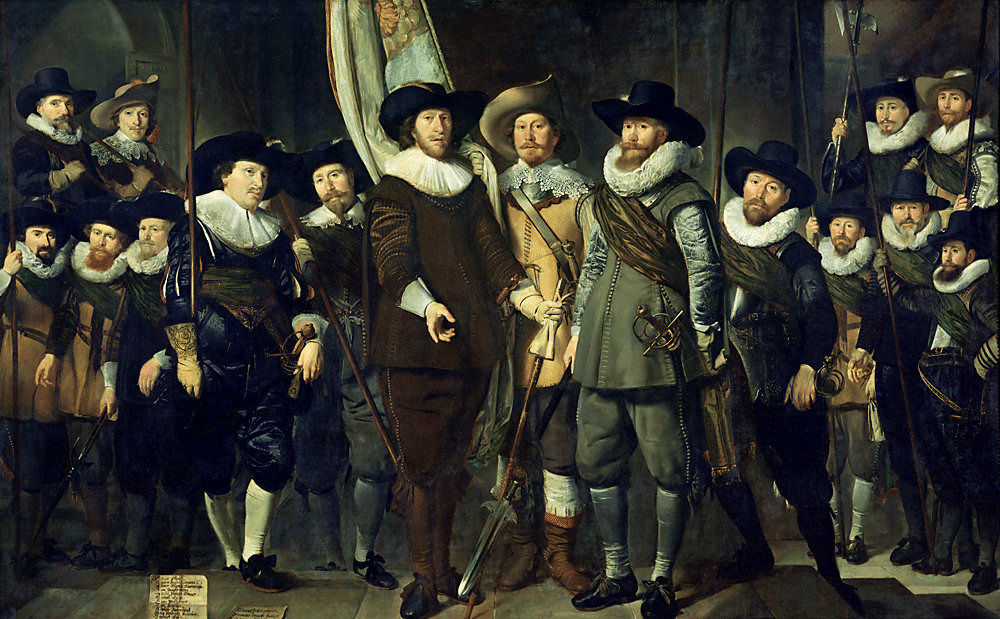
Томас де Кейзер. «Команда стрільців капітана Алларта Клока та лейтенанта Лукаса Якобса».
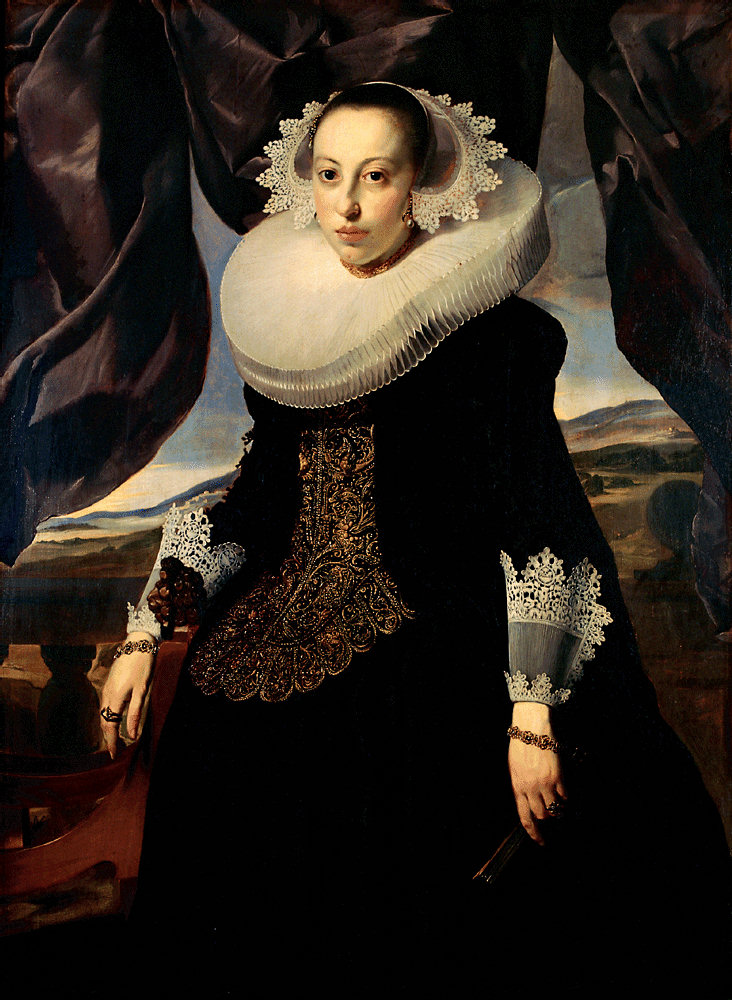
Томас де Кейзер. «Портрет невідомої пані».
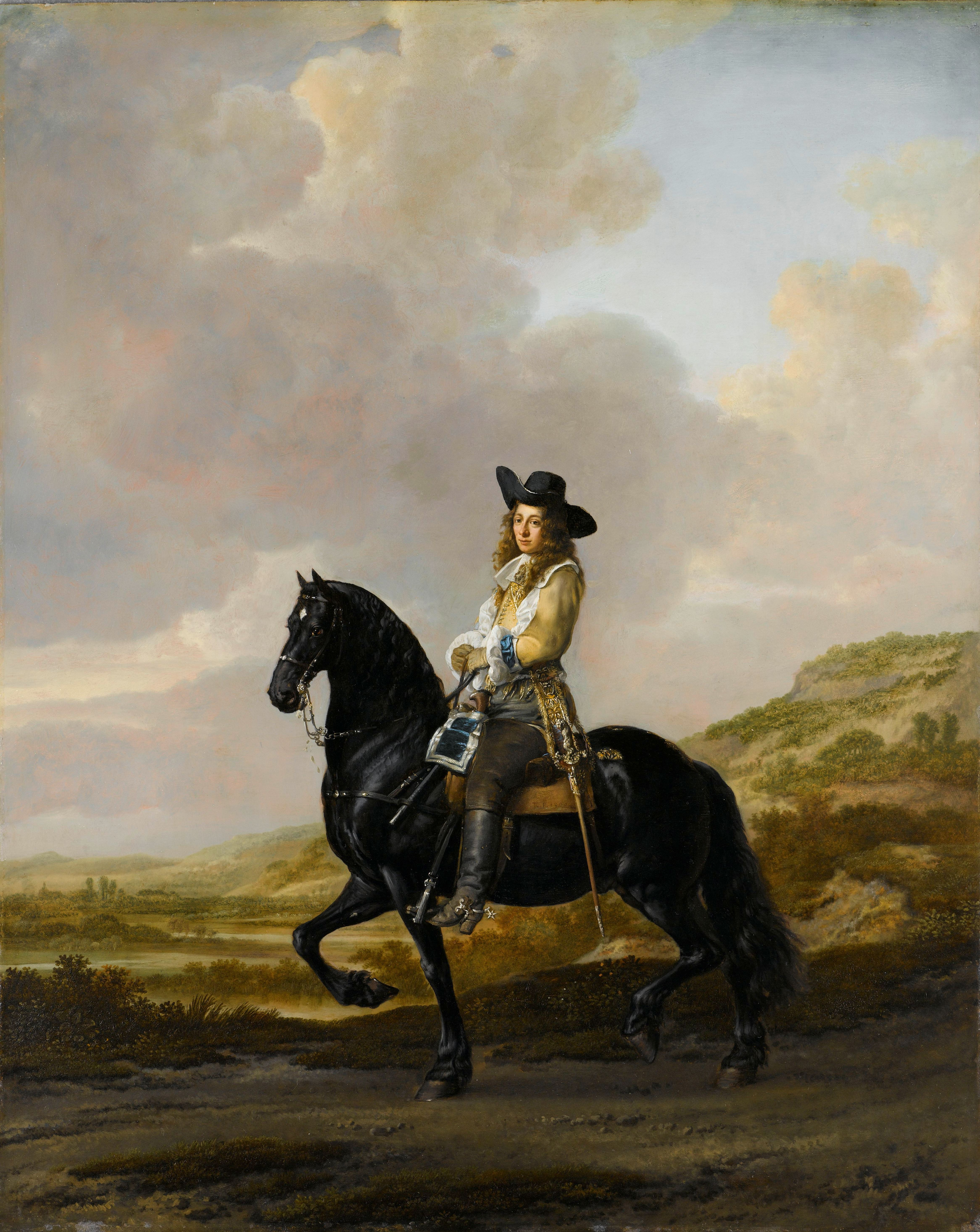
Томас де Кейзер. «Кінний портрет Пітера Схюта»
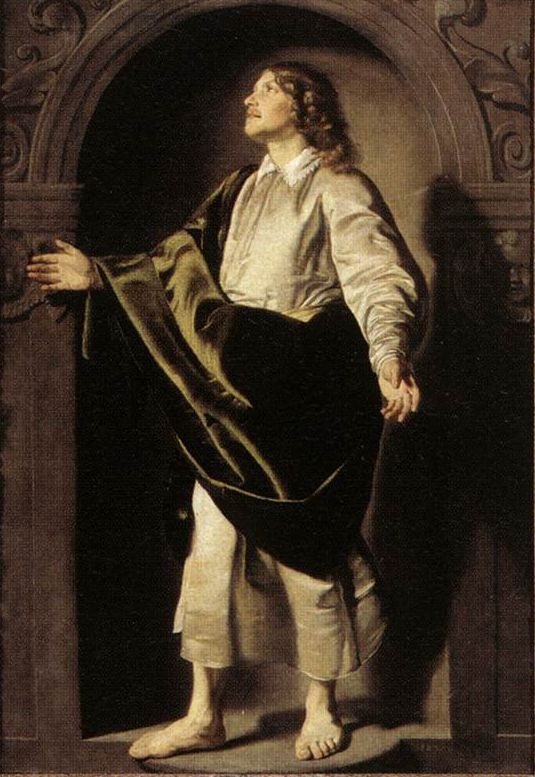
«Апостол Іван»
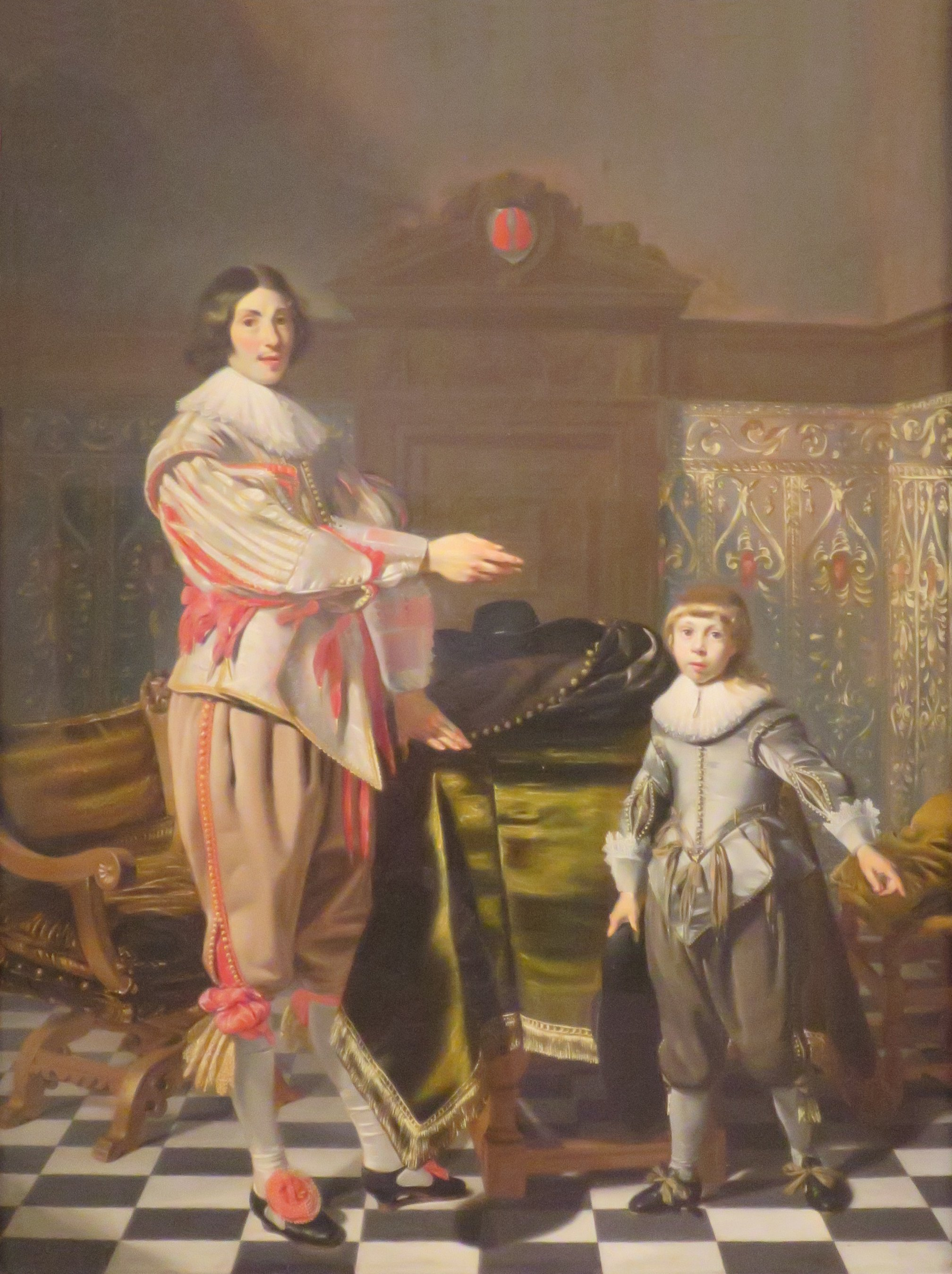
«Портрет невідомого з сином у інтер'єрі», 1631 р., Музей Нортона Саймона, Пасадена, Каліфорнія
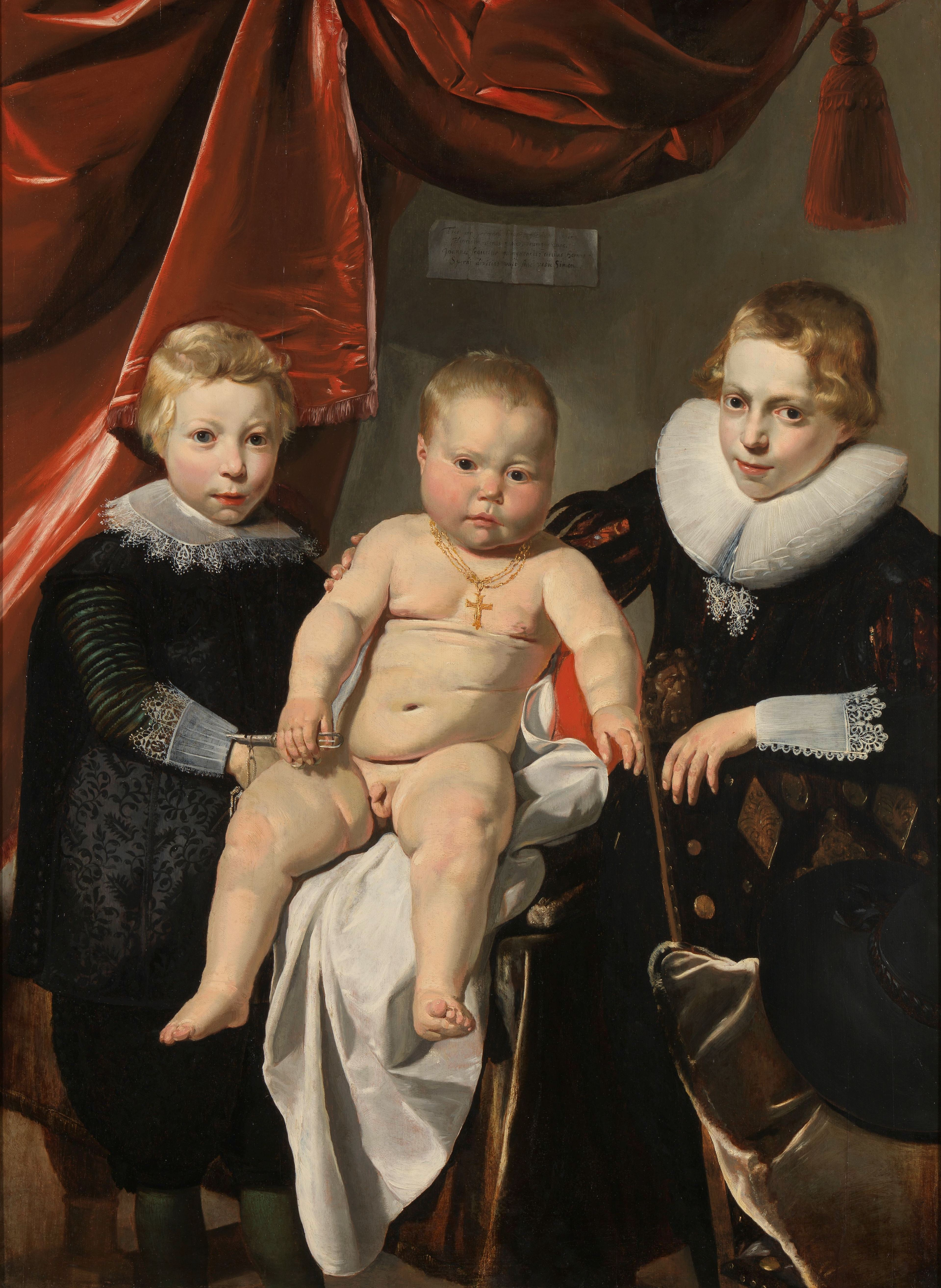
«Трійця дітей з шляхетної родини», до 1632 р., Державний музей, Амстердм